# Prażenie (obróbka żywności)

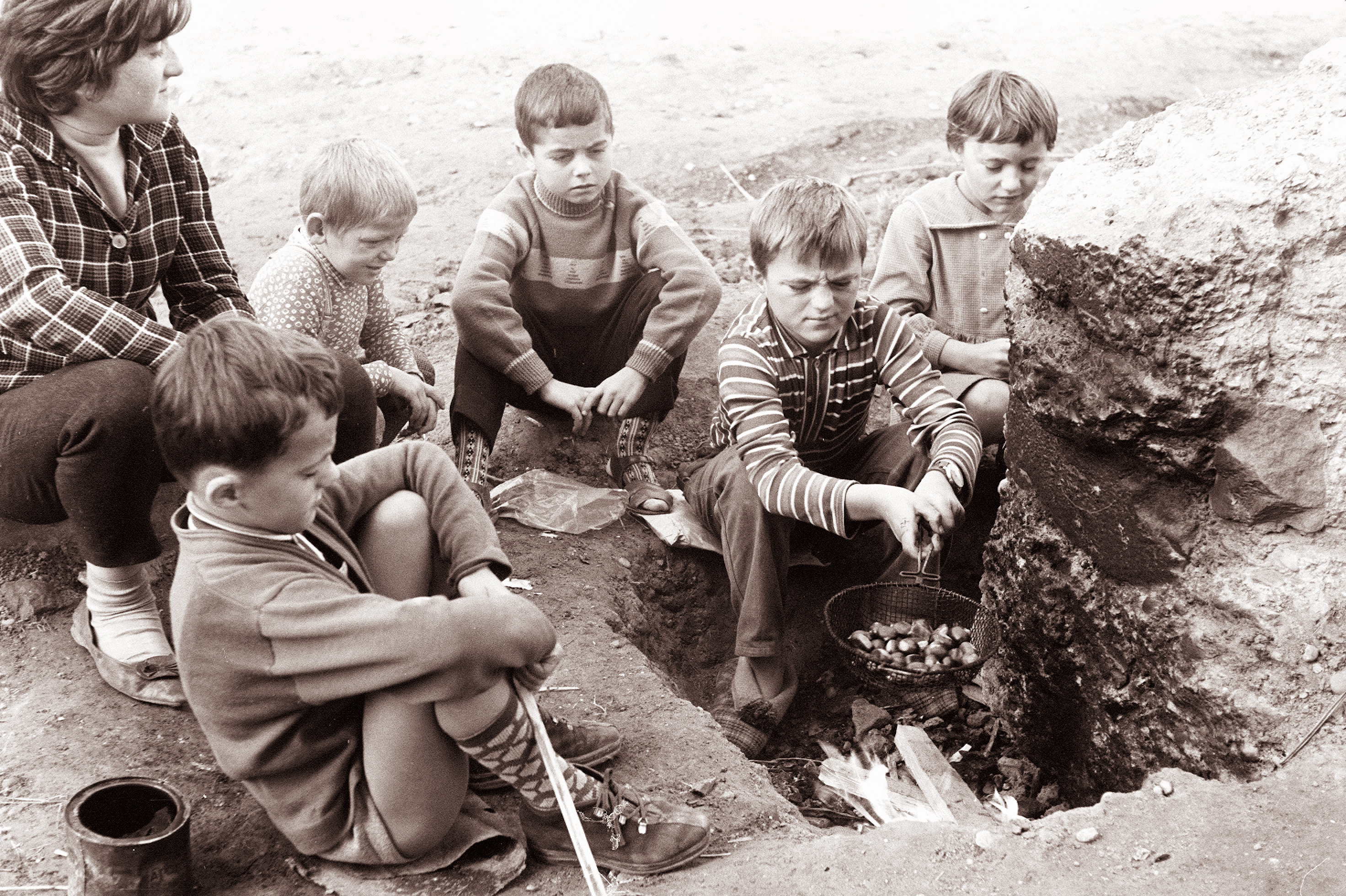
Dzieci prażące kasztany jadalne nad ogniskiem.

Prażenie – termiczny proces obróbki żywności, podczas którego zachodzi podgrzanie wsadu do temperatury niższej niż jego temperatura topnienia. Celem prażenia jest wydobycie nowych właściwości smakowych i zapachowych surowca, jakim najczęściej są nasiona, ziarna i liście roślin. Proces ten stosowany jest także do konserwacji żywności, bowiem występujące temperatury są wystarczające do unieszkodliwienia pleśni znajdujących się na wierzchnich warstwach nasion. W wielu tradycjach kulinarnych prażenie jest nieodzownym procesem przygotowywania potraw, np. popularną wedyjską przyprawę garam masalę przygotowuje się ze wstępnie prażonych przypraw.

## Temperatury
Prażenie odbywa się w szerokim zakresie temperatur 140–220 °C. Na podstawie temperatury procesu można wyróżnić następujące rodzaje prażenia:
- Prażenie łagodne – realizowane jest w temperaturach 140-160 °C. Łagodnemu prażeniu poddaje się nasiona kakaowca w procesie produkcji proszku i masła kakaowego
- Prażenie właściwe – realizowane w temperaturach ponad 160 °C dotyczy większości procesów technologicznych w wytwórstwie żywności, m.in. prażenia mączki ziemniaczanej[a], nasion kawy, cykorii i jęczmienia[b][1]

## Temperatura procesu a właściwości produktu
Według badań przeprowadzonych na Uniwersytecie Przyrodniczym we Wrocławiu w 2010 roku temperatura prażenia nasion słonecznika miała istotny wpływ na jego właściwości sensoryczne. I tak przy najniższej temperaturze 130 °C nasiona nie wykazywały cech typowych dla produktu po prażeniu, natomiast najlepsze efekty sensoryczne miał produkt po prażeniu w temperaturze najwyższej zastosowanej w badaniach – 170 °C. Wyższa temperatura nie wpłynęła znacząco na skład tłuszczów, obniżając nieznacznie zawartości wolnych kwasów tłuszczowych (WKT), przy jednoczesnym zwiększeniu zawartości nadtlenków i produktów utleniania. W wyniku prażenia w nasionach pojawiły się mikropęknięcia i pory umożliwiające dyfuzję tlenu z atmosfery do wnętrza nasion. 
Dobrą jakość tłuszczów po prażeniu nawet w temperaturze 170 °C należy tłumaczyć wysokim punktem dymienia oleju słonecznikowego, który wynosi około 220 °C.